# 2025年拉普拉普日汽車襲擊
2025年4月26日，一場車輛衝撞攻擊發生在加拿大卑詩省溫哥華為紀念菲律賓傳統而舉行的公眾活動——拉普拉普日（Lapu Lapu Day）節慶上。事件造成11人死亡，32人受傷。

## 背景
拉普拉普日是一個菲律賓慶祝活動，以對抗西班牙殖民統治的麥克坦島酋長拉普拉普命名。卑詩省於2023年正式承認此活動，此後每年都會為在溫哥華有重要影響力的菲律賓裔加拿大人舉辦年度節慶。 根據《溫哥華太陽報》報道，襲擊發生時，該區域約有一千人。 兩名溫哥華市議會議員表示，與以往的市內節慶不同，此次活動場地並未用市政垃圾車圍起來。 此次襲擊發生在2025年加拿大大選前兩天。

## 襲擊經過
大約在晚上8點14分，一名男子駕駛一輛黑色奧迪 SUV衝入正在東41街（East 41st Avenue）夾菲沙街（Fraser Street）舉行的拉普拉普日街區派對。 襲擊發生在黑眼豆豆合唱團的饒舌歌手兼歌手apl.de.ap表演之後，臨近活動預定結束時間。

## 疑犯
肇事司機是一名30歲男子羅凱基（Kai-Ji Adam Lo），疑似為來自高雄的台裔，在事件發生前已為警方所知。他企圖逃離現場時被旁觀者制服，隨後被警方被拘捕，并排除了来自恐怖主义的攻击。检方于4月27日以8项二级谋杀罪名起诉嫌犯，但嫌犯拒絕認罪。
这场悲剧可能是因嫌犯家庭悲剧以致精神狀況不斷惡化导致的。据报道，嫌犯及其家属早在十几年前搬到这里，但不久嫌犯父亲逝世。嫌犯哥哥于2024年1月28日在距家约2公里处遭人杀害，之后他的母亲又因债务以及哥哥被杀而企图自杀，嫌犯也因此曾两度上网募款。

## 傷亡
根據環球新闻報道，至少有11人死亡，其中包括一名兒童，另有六人受傷。 溫哥華綜合醫院接收了數名傷者，事发附近兩家醫院宣布啟動橙色警報。

## 审判
4月27日（周日），嫌犯通过视频方式首次出庭。
5月2日（周五），进行了第二次出庭，菲律宾驻渥太华总领事馆副领事马尔科·哈德 （Marco Harder） 出席了本次的听证会。加拿大法官Reginal Harris也对嫌犯进行了心理健康评估，但由于司法保密规定并未公开。

## 各方反應

### 國內
國王查爾斯三世在X上發表聲明稱，他和卡米拉王后對此次襲擊感到「極度悲痛」。
多位地方及國家級政治人物表示哀悼，包括臨時總理馬克·卡尼、聯邦保守黨黨魁博勵治以及新民主黨黨魁駔勉誠——他當天早些時候曾出席該節慶。卑詩省省長尹大衛以及溫哥華市長沈觀健也表達了慰問，還有綠黨聯合黨魁伊麗莎白·梅伊。
卡尼对这一事件表示非常震惊，取消了原定於次日在安大略省咸美頓舉行的競選活動。
不列颠哥伦比亚政府宣布，2025年5月4日（周五）为全省哀悼日，温哥华全城降半旗致哀。

不列颠哥伦比亚省长戴维·伊比向集会民众表示全省同悲：
我们哀悼菲律宾社区遭受的创伤，哀悼纯真时代的终结——这样的事竟发生在我们的省份、我们的温哥华，发生在相识之人身上。我们更哀悼那些逝去的无限可能。

温哥华市长沈观健称这场悲剧"击碎了每个人内心的某些东西"。
我仍在试图理解那些失去亲人的家庭所承受的心碎、震惊、愤怒与至深悲痛。

### 國際社會
中国驻温哥华总领事馆表示，正在核查是否有中国公民伤亡。
菲律賓駐溫哥華總領事館對受害者表達了「深切關注和同情」。